# Episodi di Machos alfa (seconda stagione)
La seconda stagione della serie televisiva Machos alfa, composta da 10 episodi, è stata pubblicata in tutto il mondo da Netflix il 9 febbraio 2024.
| nº | Titolo originale                 | Titolo italiano                     | Pubblicazione   |
| -- | -------------------------------- | ----------------------------------- | --------------- |
| 1  | Me siento como... deconstruido   | Mi sento come... decostruito        | 9 febbraio 2024 |
| 2  | ¿Tú tienes sueños?               | Hai dei sogni?                      | 9 febbraio 2024 |
| 3  | Dale la vuelta                   | Ragiona al contrario                | 9 febbraio 2024 |
| 4  | Pregunta antes de entrar         | Chiedi il permesso prima di entrare | 9 febbraio 2024 |
| 5  | No te putopilles                 | Non ti innamorare                   | 9 febbraio 2024 |
| 6  | ¿Un lunes?                       | Di lunedì?                          | 9 febbraio 2024 |
| 7  | Los chicos de la hermandad       | La confraternita                    | 9 febbraio 2024 |
| 8  | Soy hetero                       | Sono etero                          | 9 febbraio 2024 |
| 9  | ¿Qué es ser mujer?               | Essere donna, che vuol dire?        | 9 febbraio 2024 |
| 10 | Para una vez que nos juntamos... | Per una volta che siamo insieme...  | 9 febbraio 2024 |